# Luis Ayoví
Luis Ayoví (Guayaquil, Ecuador, 5 de mayo de 1993) es un futbolista ecuatoriano, que juega como mediocampista en Técnico Universitario de la Serie A de Ecuador.

## Clubes
| Club                  | País     | Año         |
| --------------------- | -------- | ----------- |
| C.S. Norte América    | Ecuador  | 2010        |
| Independiente         | Ecuador  | 2011        |
| C.S. Norte América    | Ecuador  | 2012        |
| F.C. Famalicão        | Portugal | 2012 - 2013 |
| Club Deportivo Cuenca | Ecuador  | 2013        |
| Deportivo Quito       | Ecuador  | 2014        |
| América de Quito      | Ecuador  | 2015 - 2017 |
| Universidad Católica  | Ecuador  | 2018        |
| Liga de Portoviejo    | Ecuador  | 2019        |